# Caverns of the Snow Witch
Caverns of the Snow Witch (Brasil: As Cavernas da Feiticeira da Neve ou As Cavernas da Bruxa da Neve / Portugal: A Feiticeira das Neves) é o nono livro-jogo da coleção Fighting Fantasy (que no Brasil e em Portugal recebeu o nome de Aventuras Fantásticas), escrito por Ian Livingstone e ilustrado por Brian Williams, publicado originalmente em 1984 pela  Puffin Books, em 2003, foi republicado pela Wizard Books. 

## Publicação
A história foi publicada pela primeira vez em Warlock: The Fighting Fantasy Magazine, em duas pequenas aventuras separadas. Livingstone mais tarde combinados ambos aventuras e expandiu o enredo para criar a história final.
O livro faz parte de uma trilogia, seus eventos se passam antes dos descritos em The Forest of Doom e Temple of Terror.

## Em outras mídias
Jamie Wallis adaptou o livro-jogo como aventura de RPG usando o sistema d20, sendo portanto, compatível com a terceira edição de Dungeons & Dragons. A aventura foi publicada pela Myriador em 2003, e reeditada em 2008 pela Greywood Publishing em formato pdf.
A versão digital foi desenvolvida pela Tin Man Games e estará disponível para Android e iOS.

## No Brasil
Foi o décimo-sétimo livro da série publicado pela Marques Saraiva com o título As Cavernas da Feiticeira da Neve, em 2008, a Caladwin Editora publicou a adaptação de Jamie Wallis, a editora lançou apenas duas aventuras, o primeiro foi O Feiticeiro da Montanha de Fogo, publicado em 2006, em 2012, a Editora Jambô lançou com o título "As Cavernas da Bruxa da Neve".